# Holloway (Ohio)

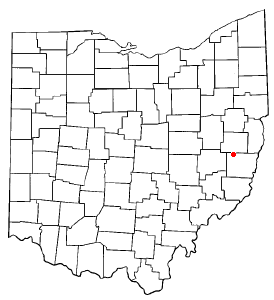
Holloway na planie stanu Ohio

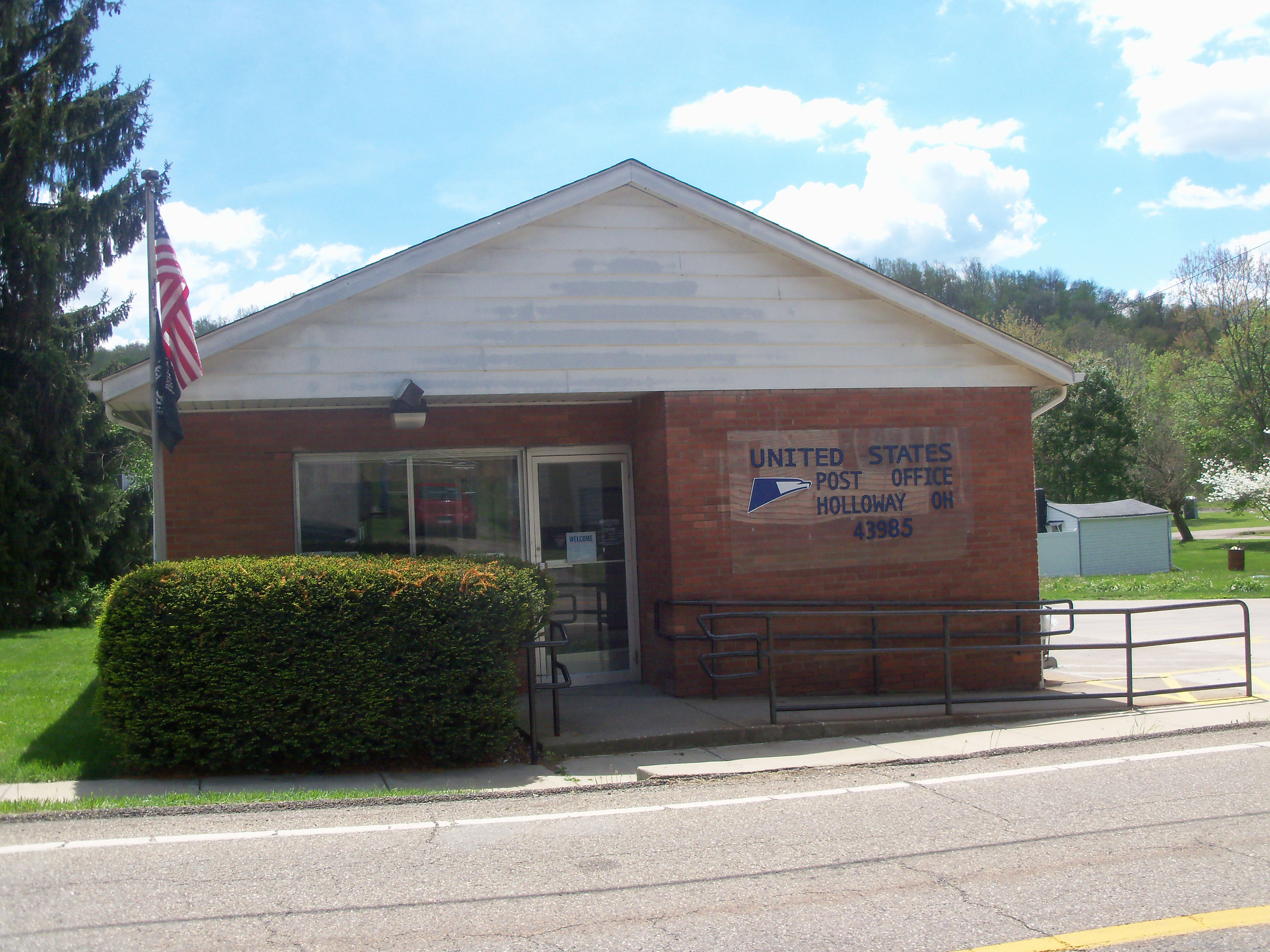
Poczta

Holloway – wieś w hrabstwie Belmont, w stanie Ohio, USA.
Liczba mieszkańców w 2000 roku wynosiła 345.